# Microcylloepus acuminatus
Microcylloepus acuminatus là một loài bọ cánh cứng trong họ Elmidae. Loài này được Bug miêu tả khoa học năm 1973.